# Formule de Benjamin Graham
La formule de Benjamin Graham est une formule proposée par l'investisseur et professeur de l'université Columbia, Benjamin Graham, souvent appelé le «père de l'investissement valeur». Cette formule,  publié dans son livre intitulé L'Investisseur intelligent, transpose de manière mathématique le concept de marge de sécurité qu'il a développé. 

## Formule
Graham était un fervent partisan du concept d'efficience de marché.  Selon lui, si les marchés n'étaient pas efficaces et efficient, le concept d'investissement dans la valeur serait caduc et ce, pour la simple raison que le principe fondamental de l'investissement de valeur réside dans la capacité des marchés à éventuellement corriger leur valeur intrinsèque.  
Toutefois, Benjamin Graham que si l'efficience des marchés était vérifiée sur le long terme, il n'en demeure pas moins que dans une perspective de court-terme, il peut s'avérer extrêmement difficile de connaître la valeur intrinsèque des valeurs boursières en raison de facteurs comme l'incapacité de prédire l'avenir et les fluctuations des marchés. 
C'est ainsi que Benjamin Graham viendra à formuler l'un des principes de base de l'analyse fondamentale : la marge de sécurité. Elle permettrait à l’investisseur de dénicher des titres dont l'évaluation est inférieure à ce qu'elle devrait être. Par conséquent, l’investisseur limiterait les risques de l'achat d’une action payée trop chère en plus d’augmenter le potentiel d’appréciation. 
En somme, selon Graham, en vertu du principe de marge de sécurité, l'investisseur dans la valeur n'achètera que lorsque le cours boursier d'un titre sera nettement inférieur à l'estimation qu'il a faite de sa valeur intrinsèque.  
En outre, Graham définissait sa conception de marge de sécurité et de sa formule comme une façon d'avoir approximativement raison au lieu d'avoir précisément tort :«notre étude des différentes méthodes nous a conduits à suggérer une formule raccourcie et assez simple pour l'évaluation des stocks de croissance, qui vise à produire des chiffres assez proches de ceux résultant des calculs mathématiques plus raffinés.»
La formule telle que décrite par Graham à l'origine dans l'édition de 1962 de Security Analysis, puis à nouveau dans l'édition de 1973 de L'Investisseur intelligent , est la suivante :  
{\displaystyle V^{*}=\mathrm {EPS} \times (8.5+2g)}
V = Les résultats qu'il serait raisonnable d'espérer en vertu des formules de croissance au cours des 7 à 10 prochaines années. 
BPA = (EPS) = Bénéfice par action  des 12 dernier mois. 
8,5 = Ration cours/bénéfice pour une entreprise sans croissance. 
g = taux de croissance raisonnablement attendu pour 7 à 10 prochaines années  

### Formule révisée
Graham a ensuite révisé sa formule en se fondant sur la conviction que le principal facteur ayant contribué à la valeur des stocks (et aux prix) au cours de la dernière décennie avait été les taux d'intérêt. En 1974, il l'a reformulé comme suit : 
La formule de Graham propose de calculer la valeur intrinsèque d'une entreprise V * comme suit: 
{\displaystyle V^{*}={\cfrac {\mathrm {EPS} \times (8.5+2g)\times 4.4}{Y}}}
V =  Les résultats qu'il serait raisonnable d'espérer en vertu des formules de croissance au cours des 7 à 10 prochaines années.   
BPA = (EPS) = Bénéfice par action  des 12 derniers mois.   
8,5 = Ration cours/bénéfice pour une entreprise sans croissance.    
g = taux de croissance raisonnablement attendu pour 7 à 10 prochaines années.   
4,4 = le rendement moyen des obligations de sociétés AAA en 1962 (Graham n'a pas précisé la durée des obligations, bien qu'il ait été affirmé qu'il avait utilisé des obligations AAA à 20 ans comme référence pour cette variable ).    
Y = le rendement actuel des obligations de sociétés AAA.   

## Application
Dans The Intelligent Investor, Graham a pris soin d'inclure une note de bas de page indiquant que cette formule n'était, en réalité, pas recommandée aux investisseurs - elle visait plutôt à modéliser les résultats attendus d'autres formules de croissance plus populaires à l'époque. 
Cependant, une idée fausse est apparue qu'il utilisait cette formule dans son travail quotidien en raison de la décision d'une édition réimprimée plus tard de déplacer les notes de bas de page au dos du livre, où moins de lecteurs les recherchaient. Les lecteurs qui ont poursuivi dans le chapitre auraient trouvé Graham disant " Avertissement : «Ce matériel est fourni à des fins d'illustration uniquement, et en raison de la nécessité incontournable d'une analyse de sécurité pour projeter le taux de croissance futur de la plupart des entreprises étudiées.» Que le lecteur ne soit pas induit en erreur en pensant que de telles projections ont un haut degré de fiabilité, ou, inversement, que les prix futurs peuvent être comptés pour se comporter en conséquence lorsque les prophéties sont réalisées, dépassées ou déçues. " Le mouvement de la note de bas de page dans la réimpression a conduit un assortiment de conseillers et d'investisseurs à recommander cette formule (ou ses versions révisées) au grand public - une pratique qui se poursuit à ce jour, Benjamin Clark, le fondateur du blog et du service d'investissement ModernGraham, reconnaît la note de bas de page et fait valoir qu'il « considère que la note de bas de page est davantage un rappel de Graham que le calcul d'une valeur intrinsèque n'est pas une science exacte et ne peut pas être fait avec parfaite et totale certitude. » Clark explique en outre que la formule « doit être utilisée pour estimer la valeur intrinsèque dans une marge de sécurité qui tiendra compte de la possibilité d'erreur de calcul.»
Enfin, Graham dans l'édition de 1973 de L'Investisseur intelligent, Graham notait qu'il aurait dû préciser dans les éditions antérieures que l'évaluation des actions considéré comme répondant aux critère de l'investissement de croissance seront nécessairement faibles, si nous supposons que les taux de croissances prévue seront réalisé. Il finira pas admettre que dans la mesure où la valeur d'une action était supposé croître pour toujours, sa valeur serait conséquemment infini. 